# Pietro Gasparri
Pietro Gasparri (Capovallaza de Ussita, 5 de mayo de 1852-Ciudad del Vaticano, 18 de noviembre de 1934) fue un prelado católico italiano, jurista y diplomático de la Santa Sede y cardenal secretario de Estado. Firmó los Pactos de Letrán en 1929.

## Biografía

### Primeros años y formación
Nacido en una familia de campesinos en Capovallazza de Ussita, un frazione de la provincia de Macerata (por entonces parte de los Estados Pontificios), Pietro Gasparri, estudió filosofía y teología católica en varias universidades romanas. Se graduó en ambas leyes, es decir en el derecho civil y derecho canónico.

### Sacerdocio
Ordenado sacerdote el 31 de marzo de 1877, trabajó como secretario personal del cardenal Teodolfo Mertel. Al mismo tiempo, enseñó derecho canónico en Roma y París. En 1896 fue nombrado miembro de la Comisión Pontificia para el examen de la validez de las ordenaciones anglicanas.

### Episcopado
En 1898 fue nombrado por León XIII, arzobispo titular de Cesarea de Palestina, y enviado como delegado apostólico a Perú, Ecuador y Bolivia. Recibió la ordenación episcopal a manos del cardenal François-Marie-Benjamin Richard en 1901 y fue nombrado secretario de la Congregación para los Asuntos Eclesiásticos Extraordinarios, y luego, en 1904 de la Comisión para la Codificación del Derecho Canónico.
Al morir fue enterrado en el cementerio de Ussita, después de una ceremonia fúnebre celebrada por su sobrino, también cardenal. Una calle del barrio de Primavalle está dedicada a él en Roma.

## Cardenalato
El Papa Pío X lo creó cardenal presbítero de S. Bernardo alle Terme (título más tarde cambiado a S. Lorenzo en Lucina) en el consistorio del 16 de diciembre de 1907. Pietro Gasparri era entonces Camarlengo de la Iglesia, desde mayo de 1914 hasta enero de 1915 y desde diciembre de 1916 hasta su muerte. Fue el cardenal Eugenio Pacelli, quién lo sucedió en esa posición.
Después de la muerte del cardenal Domenico Ferrata, el papa Benedicto XV lo nombró en el otoño de 1914 como cardenal Secretario de Estado. De 1914 a 1918, el cardenal Gasparri también fue prefecto del Palacio Apostólico.
Tras la promulgación del Código de Derecho Canónico, que debía permanecer en vigor hasta 1983, y que había contribuido en gran medida Gasparri durante más de trece años, el papa Benedicto XV lo nombró presidente de la Comisión para la interpretación del Codex Iuris Canonici.

Después del cónclave de 1922, el nuevo papa Pío XI le confirmó en todos sus oficios, a los que añadió en 1925 el de Prefecto de la Congregación para los Asuntos Eclesiásticos Extraordinarios. En 1929, Pietro Gasparri asumió la presidencia de la Comisión del Código de los Cánones de las Iglesias Orientales.

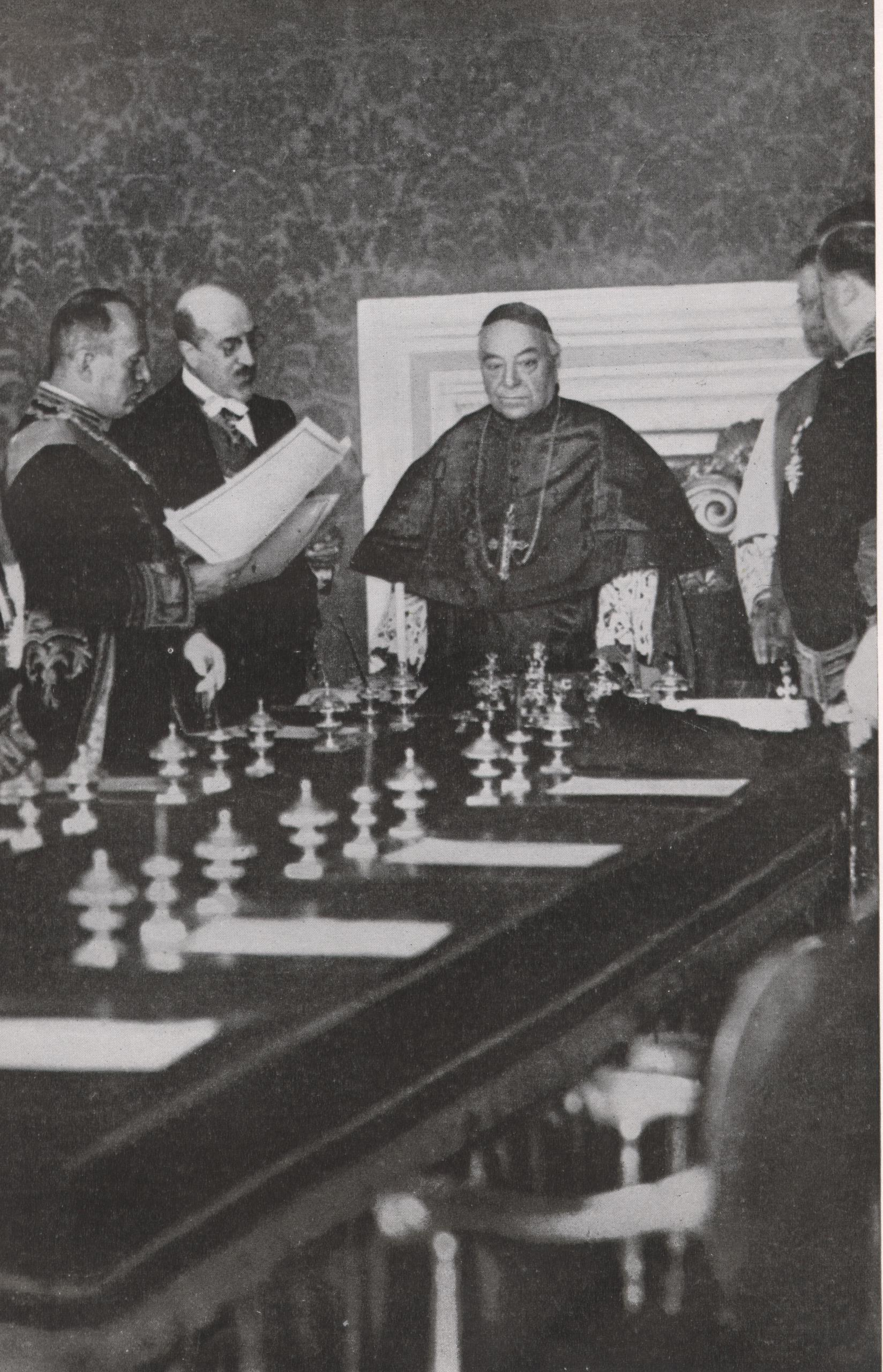
El cardenal Gasparri durante la firma del Tratado de Letrán (11 de febrero de 1929).

El 11 de febrero de 1929, se firmaron los Pactos de Letrán con Benito Mussolini, poniendo así fin a la disputa que la Santa Sede y el gobierno italiano mantenían desde 1870. Un año más tarde, el cardenal Gasparri dejó la secretaría de Estado, donde le sucedió el cardenal Pacelli el 10 de febrero de 1930.

### Fallecimiento
Murió en Roma el 18 de noviembre de 1934. Está enterrado en el cementerio de su ciudad natal.